# Duyes
Duyes (Pluraletantum) ist ein Fluss in Frankreich, der im Département Alpes-de-Haute-Provence in der Region Provence-Alpes-Côte d’Azur verläuft. Er entspringt an der Südflanke der Bergkette Crête de Géruen im Gemeindegebiet von Hautes-Duyes, entwässert generell Richtung Süd bis Südwest und mündet nach rund 25 Kilometern an der Gemeindegrenze von Mallemoisson und Mirabeau als rechter Nebenfluss in die Bléone.

## Orte am Fluss
(Reihenfolge in Fließrichtung)
- Saint-Estève, Gemeinde Hautes-Duyes
- Thoard
- Barras